# Сірникова модель
Сірникова модель  - це масштабна модель, виготовлена із сірників. Для моделей використовуються сірники без голівок. Їх можна виготовити або самостійно, або придбати вже готові в художніх магазинах.

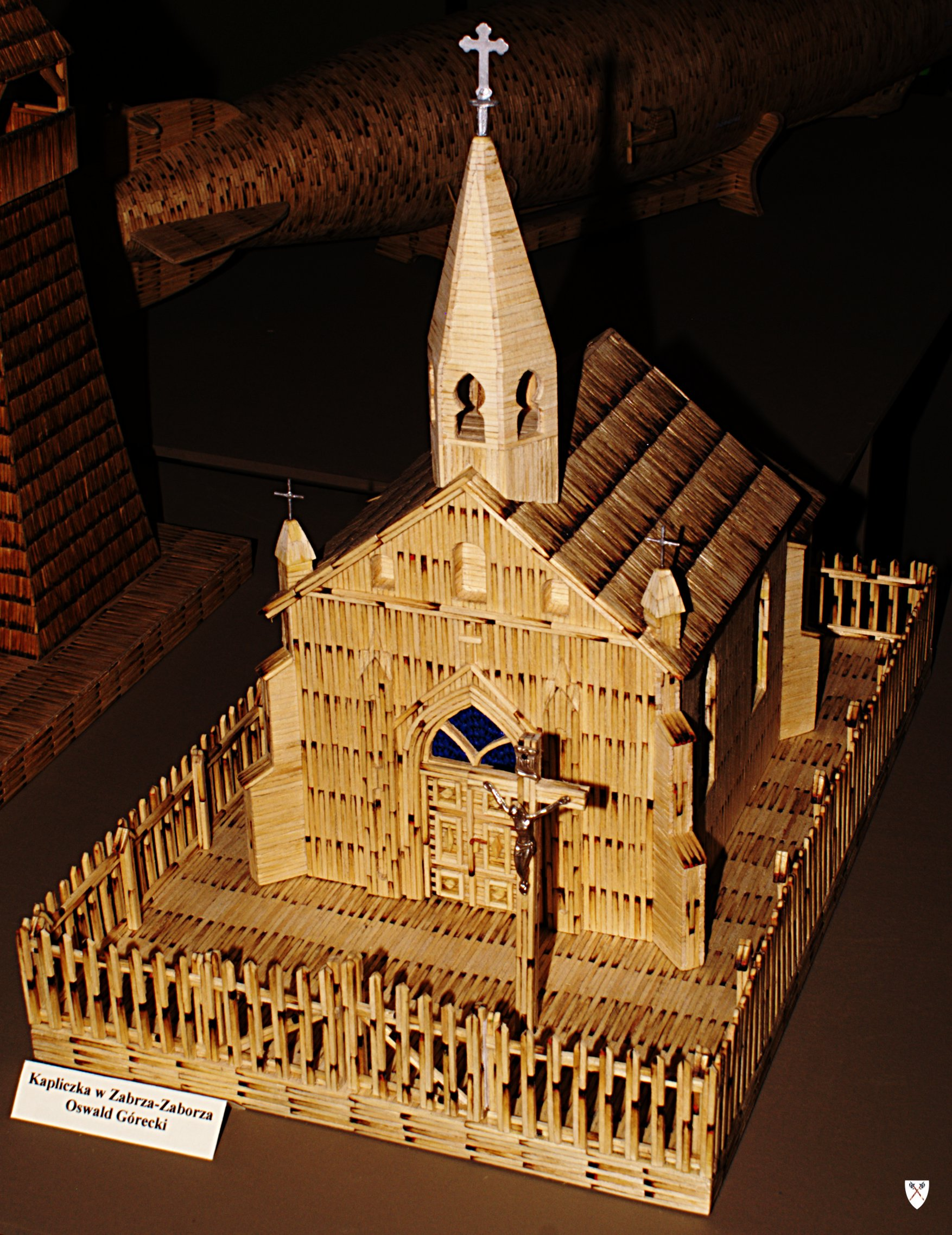
Сірникова модель каплички

В 18 столітті моделі із сірників були розвагою в’язнів (особливо військовополонених).  Але згодом в 19 столітті моделі сірників перетворилися на напрям мистецтва, для всіх.
Сірники скріплюють разом за допомогою клею, часто утримуючи на місці картонні "формувальники", поки клей не висохне. Якщо найменші щілини можна заповнити клеєм, то більші можна заповнити спеціально вирізаними сірниками.  Багато любителів створювати "сірникові моделі" вважають за краще створювати свої моделі з нуля. Доступно багато наборів, які складаються з інструкцій, попередньо вирізаних формувачів карток і достатньої кількості сірників для моделювання проєкту.
Надзвичайно великою та дивовижною моделю із сірників, є копією Собору Паризької Богоматері з електричним освітленням і довжиною понад шість футів.
Серед варіантів того, що можна зробити з сірників, є як досить прості моделі, так і великі складні, що викликають захоплення. Для створення моделей потрібен час, посидючість, фантазія
. Сірникова творчість розвиває уяву, а також заспокоює і розслабляє.

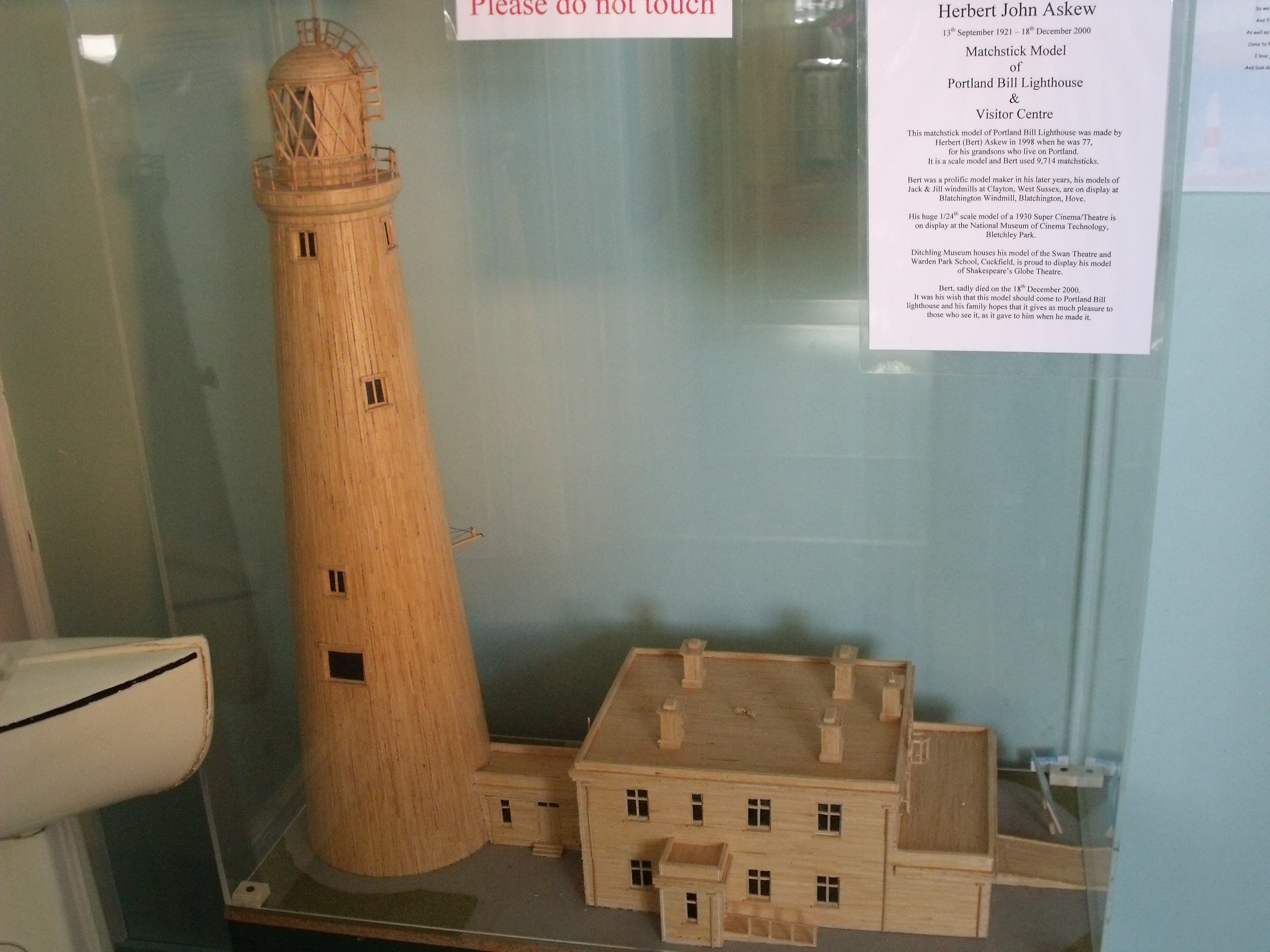
Сірникова модель маяка

Сірникові споруди бувають об'ємними або плоскими, великими або малими.
Для прикладу можна перерахувати такі види моделей із сірників: об'ємні будівлі, кораблі, літаки, будинки,
млини, церкви; шкатулки, коробочки; картини, панно; діорами, панорами, прикраси; лялькові меблі; шахи.